# Eifeldom
Eifeldom ist eine umgangssprachliche Bezeichnung für größere Kirchenbauten in der Eifel.

## Liste
Die folgenden Kirchen werden traditionell als Eifeldom bezeichnet.
| Name                                             | Ort                       | Bauzeit             | Bemerkungen | Bild                               |
| ------------------------------------------------ | ------------------------- | ------------------- | --- | ---------------------------------- |
| Pfarrkirche St. Philippus und Jakobus            | Speicher                  | 1895 bis 1896       | neugotischer Basilikabau mit Hauptschiff und zwei Seitenschiffen.                                                                                               | Pfarrkirche Speicher               |
| Basilika St. Potentinus, Felicius und Simplicius | Steinfeld                 | 1142 bis 1150       | Basilika des Klosters Steinfeld, romanisch, barockisiert. | Kloster Steinfeld                  |
| Stiftskirche                                     | Kyllburg                  | 13./14. Jahrhundert | gotisch. |                                    |
| Klosterkirche                                    | Himmerod (zu Großlittgen) | 1751                | Klosterkirche des Klosters Himmerod, Barock. | Kloster Himmerod                   |
| Dorfkirche St. Johannes der Täufer               | Waxweiler                 | um 1770             | Barock/Rokoko, siehe Waxweiler#Sehenswürdigkeiten. |                                    |
| Dorfkirche Heiligstes Herz Jesu                  | Niederbettingen           | 1897                | neuromanisch durch Johann Adam Rüppel. | Herz-Jesu Eifeldom Niederbettingen |
| Dorfkirche St. Quirinus                          | Langenfeld                | 1895 bis 1899       | neuromanisch nach den Plänen von Gerhard Franz Langenberg. |                                    |
| St. Lambertus                                    | Kalterherberg             | 1897 bis 1901       | neuromanisch | Monschau-Kalterherberg             |
| Erlöserkirche                                    | Mirbach                   | 1902 bis 1903       | neuromanisch, bei Wiesbaum |                                    |
| Heilig-Kreuz-Kirche                              | Wollersheim               | 1904                | neugotisch, Ortsteil von Nideggen. | Wollersheim                        |
| Dorfkirche St. Thomas                            | Houverath                 | 1913                | neuromanisch, Ortsteil von Bad Münstereifel. |                                    |
| Pfarrkirche St. Peter                            | Welschbillig              | 1888 und 1890       | Entworfen durch den Dombaumeister Reinhold Wirtz, im neugotischen Stil erbaut.                                                                                  |                                    |
| Pfarrkirche St. Martin                           | Biersdorf am See          | 1907 bis 1908       | Entworfen vom Kölner Baumeister Eduard Endler, Gewölbe- und Wandmalerei durch den Münchner Maler Nicolaus Kraemer im Jahr 1927. Innenrestauration im Jahr 1988. |                                    |

## Zerstörte Bauten
Der Eifeldom von Hallschlag wurde 1945 zerstört, die Nachfolgekirche St. Nikolaus erhält diesen Namen nur noch eingeschränkt.